# Partito Radicale Serbo della Republika Srpska
Il Partito Radicale Serbo della Republika Srpska (serbo: Српска радикална странка Републике Српске, Srpska radikalna stranka Republike Srpske, spesso abbreviato in SRS RS) è un partito politico della Bosnia ed Erzegovina.
Il SRS RS venne fondato il 12 febbraio 1992 a Banja Luka ed è presente prevalentemente nella Repubblica Serba.
Mentre in passato il SRS RS aveva un orientamento nazionalista ed era affiliato all'omonimo Partito Radicale Serbo di estrema destra presente in Serbia, oggi il SRS RS ha un orientamento conservatore ed è affiliato al filo-europeo Partito Progressista Serbo presente in Serbia, nato nel 2008 da una costola del Partito Radicale Serbo.